# ساتن آن د هیل
ساتن آن د هیل (به انگلیسی: Sutton on the Hill) یک روستا و محله مدنی در بریتانیا است که در South Derbyshire واقع شده‌است. ساتن آن د هیل ۱۲۳ نفر جمعیت دارد.